# Alexander Soros
Alexander Soros, född 27 oktober 1985, är en amerikansk investerare och filantrop. Som ett av fem barn till miljardären George Soros är han ordförande i styrelsen för Open Society Foundations och sitter i investeringskommittén för Soros Fund Management. Han utsågs också till en av World Economic Forums Young Global Leaders 2018.